# Parti Ivorien des Travailleurs
Parti Ivorien des Travailleures (PIT) jest to partia polityczna działająca na terenie Wybrzeża Kości Słoniowej. Partia została założona w 1990 roku przez Francisa Wodiéego, który obecnie pełni rolę przewodniczącego partii oraz jest jej liderem. 
Wodie startował z list PITu w wyborach prezydencki w 1995 oraz 2000 roku, jednakże nie odniósł w nich zwycięstwa. Otrzymując w nich odpowiednio 3,52% głosów oraz 5,7% głosów.
W ostatnich wyborach parlamentarnych jakie odbyły się na przełomie 2000 i 2001 roku, PIT wprowadził do parlamentu 4 z 225 posłów.